# Increase Sumner
Pour les articles homonymes, voir Sumner.
Increase Summer, né le 27 novembre 1746 et mort le 7 juin 1799, est un homme politique américain. Il est gouverneur du Massachusetts sous l'étiquette fédéraliste de 1797 à 1799.

## Biographie
Avocat de formation, il sert dans le gouvernement provisoire du Massachusetts pendant la guerre d’indépendance des États-Unis et est élu au Congrès de la Confédération en 1782. Nommé à la Cour suprême judiciaire du Massachusetts la même année, il y siégea comme juge associé jusqu’en 1797.
Il est élu gouverneur du Massachusetts trois fois par une large marge, mais est décédé peu après le début de son troisième mandat. 

## Source
- (en) Cet article est partiellement ou en totalité issu de l’article de Wikipédia en anglais intitulé « Increase Sumner » (voir la liste des auteurs).